# Герберт Чарлз Браун
Герберт Чарлз Браун (при народженні Герберт Броварник; 22 травня 1912 — 19 грудня 2004) — американський хімік-органік, лауреат Нобелівської премії з хімії (1979).

## Біографія
Народився в Лондоні, в сім'ї євреїв з Житомира — подружжя Перл Броварник (уродж. Горінштейн) та столяра Чарлза Броварника. Він був їхнім єдиним сином і другим із чотирьох дітей. Його батьки іммігрували до Лондона в 1908 р., а через 6 років переїхали до батьків Чарлза Броварника в Чикаго.
У 1926 році помер батько Герберта, і Брауну довелося поєднувати навчання з управлінням сімейним магазином. Попри це, в 1935 р. він закінчив Райт-Джуніор-коледж, а вже через рік одержав ступінь бакалавра природничих наук в Чиказькому університеті, який був в ту пору одним з провідних центрів вивчення хімії в Америці.
У 1938 р. Брауну була присуджена докторський ступінь.

## Наукові нагороди
- Нобелівська премія з хімії «за розробку нових методів органічного синтезу складних бор- і фосфоровмісних сполук»(1979), спільно з Георгом Віттігом
- Медаль Ніколса Американського хімічного товариства (1959)
- Національна медаль «За наукові досягнення» Національного наукового фонду (1969)
- Медаль Чарльза Фредеріка Чендлера Колумбійського університету (1973)
- Медаль Елліотта Крессона Франкліновського інституту (1978)
- Медаль Крістофера Інгольд Британського хімічного товариства (1978)
- Медаль Прістлі Американського хімічного товариства (1981)

Браун був членом Національної академії наук США та Американської академії мистецтв і наук, почесним членом Британського Королівського хімічного товариства та іноземним членом Індійської національної академії наук.